# Bei Anruf Mord (1959)
Bei Anruf Mord ist ein 1959 gedrehter Fernsehfilm mit derselben Handlung wie im  Hitchcock-Original von 1954.

## Stab
Es spielen deutsche Darsteller in einem Filmset in Deutschland und Regie führte Rainer Wolffhardt, assistiert von Theo Mezger. Das Original-Drehbuch von Frederick Knott wurde von Helmut Pigge angepasst. Der Schwarz-Weiß-Film wurde vom Südfunk Stuttgart produziert und am 21. Februar 1959 erstmals in der ARD ausgestrahlt.

## Inhalt
Tony Wendice will seine Frau loswerden und sie töten lassen. Doch Margot gelingt es, den gedungenen Mörder aus Notwehr zu töten. Nun zielt die Strategie des Ehemannes darauf ab, sie vor Gericht wegen Mordes verurteilen zu lassen, um so an das Erbe zu kommen. Inspektor Hubbard, der bereits einen Verdacht hatte, gelingt es, dies trickreich zu verhindern und ihn dingfest zu machen.

## Trivia
- Wie im Theaterstück heißt Margots Geliebter mit Vornamen Max. In Hitchcocks Film hieß er Marc.
- Obwohl der Hitchcock-Film auch in Deutschland ein Erfolg gewesen war, werden die Namen Wendice, Swann und Lesgate im TV-Film durchweg falsch ausgesprochen.